# نیما زاهدی
نیما زاهدی (زاده ۲۱ اسفند ۱۳۷۶ تهران) شمشیرباز ایرانی،وی عضو تیم ملی شمشیربازی اسلحه سابر ایران می باشد.